# Plaza de Teucro
La plaza de Teucro es una plaza de origen medieval situada en el corazón del casco antiguo de la ciudad española de Pontevedra. Es la plaza medieval de proporciones más armoniosas de la ciudad.

## Origen del nombre
El nombre actual de la plaza data de 1843. Debe su nombre a Teucro, el mítico fundador de la ciudad, hijo del rey Telamón (rey de Salamina), de quien se dice que siguió a una sirena, Leucoiña, en su exilio a la Ría de Pontevedra y fundó la ciudad. Antes, la plaza se llamaba Plaza de la Villa y Plaza Mayor por ser la más céntrica de Pontevedra y la más importante debido a los pazos de las familias nobles que la rodeaban. También se llamaba Plaza de Aranda (porque el Marqués de Aranda tenía allí su pazo), Plaza del Pan, por la venta de pan y los hornos de pan que había cerca y Plaza de las Semillas ya que allí se vendían semillas cuatro veces al mes. En el siglo XIX también se llamó Plaza de la Leche porque allí se vendía leche.

## Historia
Las primeras menciones sobre la plaza se remontan a 1336. En 1396, ya había dado nombre a la calle del Azogue (rúa do Açougue, actual calle de Isabel II), que procedía de la Basílica de Santa María la Mayor. La plaza adoptó su configuración actual con los edificios circundantes en el siglo XVIII.
En un principio, era conocida como Plaza del Azogue y estaba destinada a lugar de reunión y mercado para la venta diaria de comestibles. Más tarde, la plaza pasó a denominarse Plaza de la Villa o Plaza Mayor, por ser la principal plaza de la ciudad donde se concentraba la actividad administrativa: en ella se ubicaba el ayuntamiento y era donde las principales familias nobles tenían sus pazos. En la parte baja se encuentra la calle Real, que era también la calle y el eje más importante de la ciudad en aquella época. La plaza se utilizaba además como escenario para representaciones teatrales cuando no había teatro en la ciudad.
En 1809, la céntrica casa del siglo XVIII situada al oeste de la plaza (en el número 8) sirvió de cuartel general para las tropas francesas de ocupación: el  general Franceschi vivió allí y el mariscal Ney pasó una noche. Más tarde, a partir de 1886, esta casa fue la sede del Banco de España en la ciudad.
En 1848 se instaló un pequeño teatro en la Plaza de Teucro, hasta que en 1878 se inauguró el Teatro-Liceo. El 2 de junio de 1858, el Liceo Casino se trasladó al Pazo de los Condes de San Román y allí permaneció hasta la inauguración de su propio edificio el 2 de agosto de 1878.

## Descripción
Se trata de una plaza de planta casi rectangular, delimitada por pazos de la nobleza. Es una plaza urbana de proporciones geométricas, rectangular y ligeramente irregular en su lado sur. La calle Princesa en su parte alta (separada de ella por un pequeño desnivel) y la calle Real en su parte baja (separada por un pequeño muro, una fuente y una balaustrada) bordean la plaza.
La plaza está rodeada de grandes pazos de familias nobles: al norte el pazo de Gago y Montenegro, al este el pazo de los Marqueses de Aranda, al sur el palacio de los Condes de San Román y al oeste casas nobles con soportales como la de la familia Pita.
Se trata de una plaza de planta casi rectangular, delimitada por pazos de la nobleza. Es una plaza urbana de proporciones geométricas, rectangular y ligeramente irregular en su lado sur. La calle Princesa en su parte alta (separada de ella por un pequeño desnivel) y la calle Real en su parte baja (separada por un pequeño muro, una fuente y una balaustrada) bordean la plaza.
La plaza está rodeada de grandes pazos de familias nobles: al norte el pazo de Gago y Montenegro, al este el pazo de los Marqueses de Aranda, al sur el palacio de los Condes de San Román y al oeste casas nobles con soportales como la de la familia Pita.
El pazo de los Marqueses de Aranda está situado en un nivel inferior a la altura de la calle Real. Cerrando la parte oriental de la plaza y frente a este pazo se encuentra una monumental fuente de piedra construida en 1970 adosada al pequeño muro que cierra la plaza por el lado oriental. La plaza cuenta con seis bancos de piedra y doce naranjos alineados simétricamente en sus lados norte y sur.

## Edificios destacados

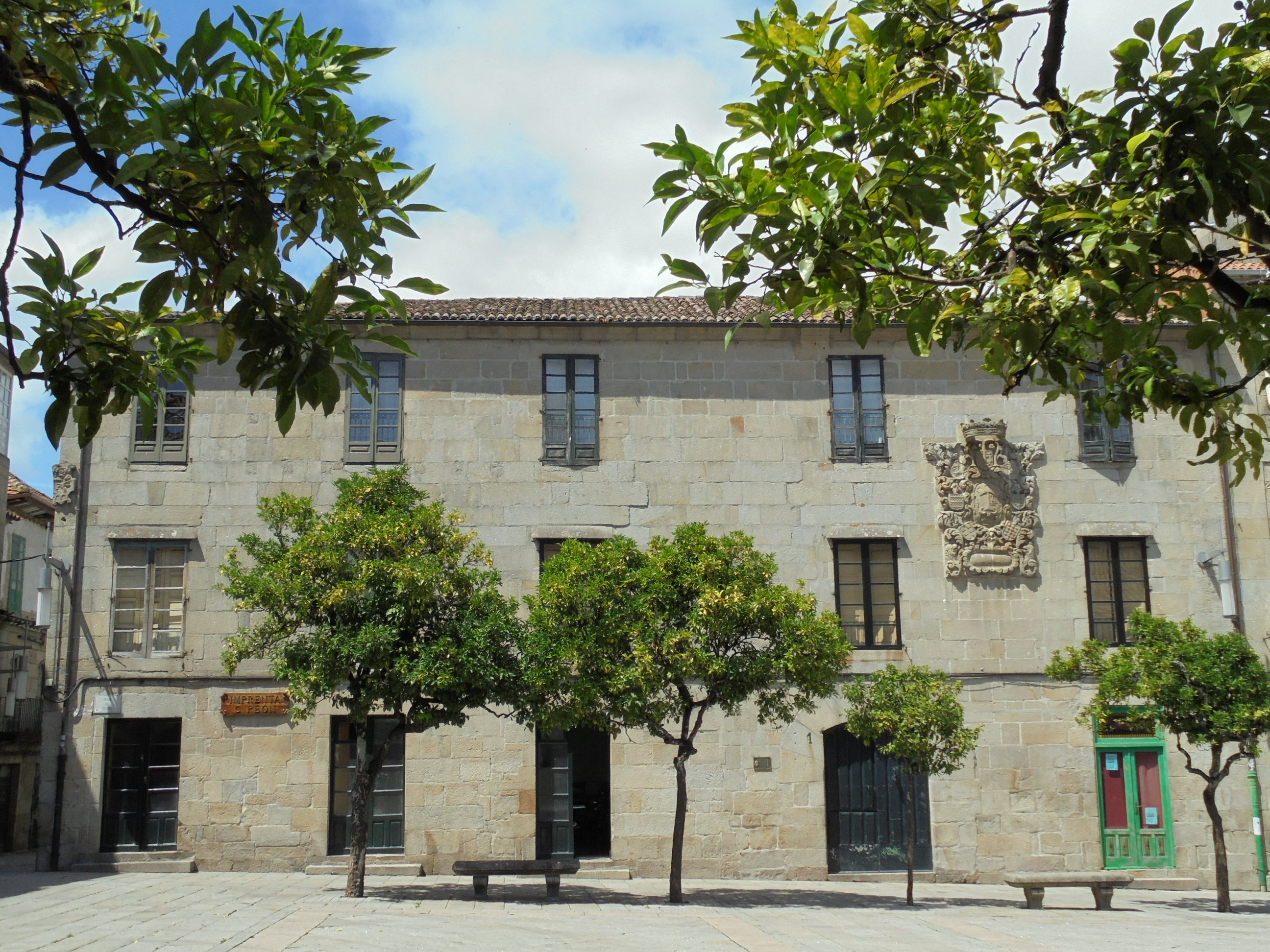
Pazo de Gago y Montenegro.

En el lado norte de la plaza se encuentra el Pazo de Gago y Montenegro, del siglo XVI, con un arco gótico en la puerta y cinco dovelas. En su fachada tiene el escudo de armas más imponente de la ciudad, un gran escudo barroco de piedra de 1716 con ocho escudos en su interior, con las armas de los Gago, Ozores, Tavares, Montenegro, Mendoza, Sotomayor, Oca, Castro y Sarmiento. Hace referencia a la ocupación de los Gago como guardianes de la puerta de las murallas de Pontevedra en la torre del puente del Burgo. El pazo fue reformado en el siglo XVIII por Antonio Félix Tavares de Tavora. Tiene planta baja, dos pisos y cinco ventanas balconeras en cada piso.
En el lado este, en el extremo de la calle Real, se encuentra el Pazo de los Marqueses de Aranda (el primer marqués fue alcalde mayor del Reino de Galicia) de principios del siglo XVIII, con una torre almenada (al principio tenía dos torres almenadas en sus extremos) y un escudo en su gran fachada con las únicas figuras de dos tenantes a cada lado en un escudo de la ciudad.

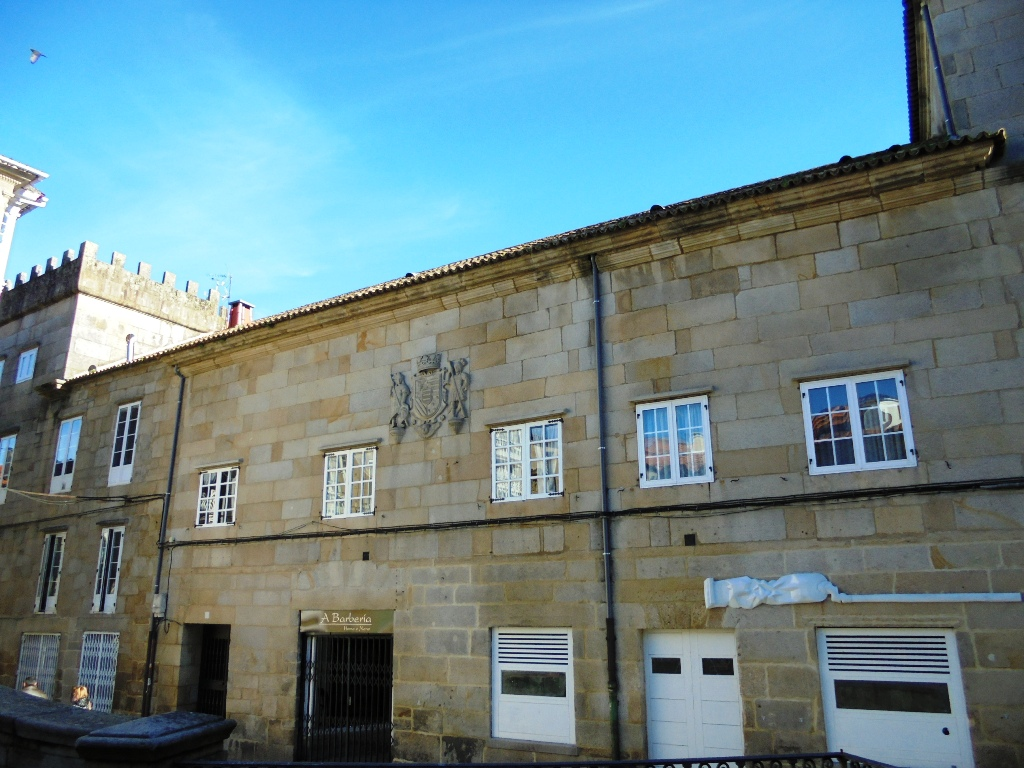
Pazo de los Marqueses de Aranda.

En el lado sur de la plaza se encuentra la fachada posterior del Pazo de los Condes de San Román, del siglo XVII, que fue el palacio más grande de la ciudad y cuya fachada principal daba a la plaza de Curros Enríquez. En la actualidad, la fachada presenta arcadas muradas y ha perdido su torre almenada con seis balcones. Tiene columnas de orden toscano romano. En el interior del palacio hay una pequeña capilla con un retablo barroco.
En el lado oeste de la plaza hay casas barrocas con escudos y soportales en la planta baja, entre las que destaca en el centro la casa del siglo XVIII de la familia Pita, con un gran balcón.

## Cultura
La imprenta C. Peón, creada en 1902, estuvo ubicada en el pazo de Gago y Montenegro en la plaza desde 1911 hasta diciembre de 2024. En ella se imprimieron clásicos de la literatura gallega, como la primera edición de Os vellos non deben de namorarse, de Castelao, en 1953. Otros escritores gallegos de la época, como Celso Emilio Ferreiro y Fermín Bouza-Brey, también publicaron allí sus libros. Pintores como Carlos Sobrino Buhigas también imprimieron allí sus litografías.
Durante la mayoría de sus ediciones tuvieron lugar en la plaza actuaciones y conciertos de intérpretes que han participado en el Festival Internacional de Jazz y Blues de Pontevedra.

## Galería de imágenes

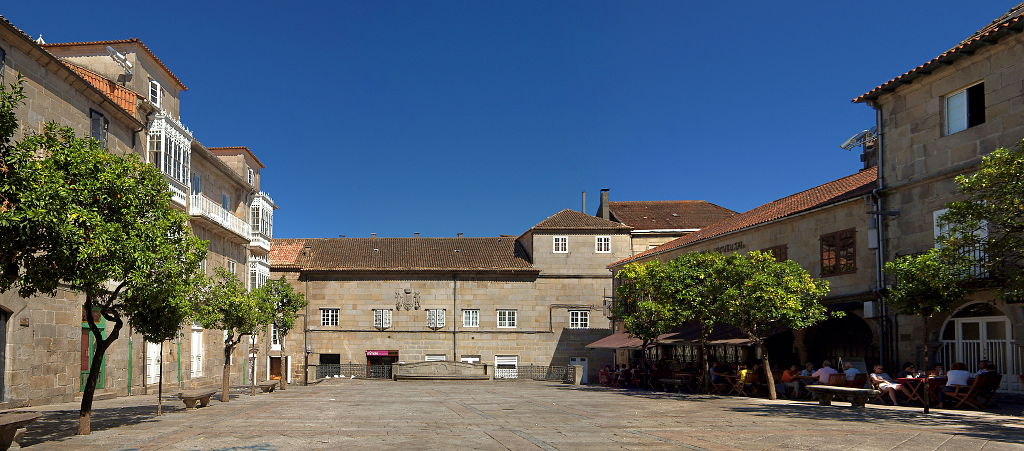
La plaza con el pazo de los Marqueses de Aranda de fondo
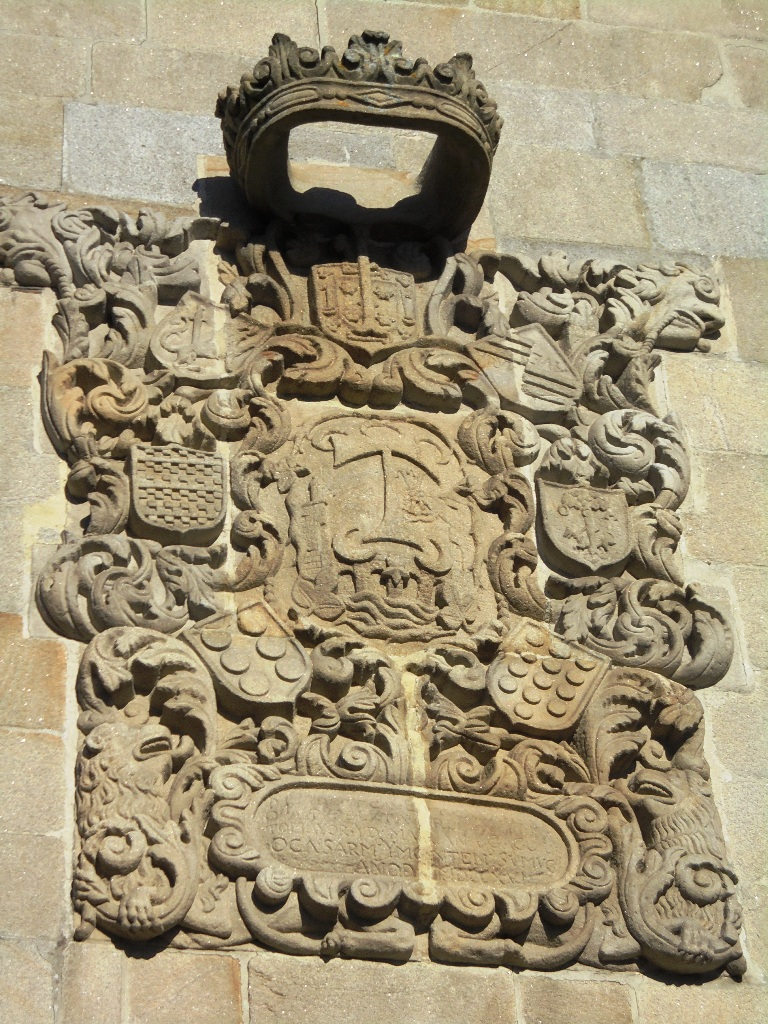
Escudo de armas del Pazo de Gago y Montenegro
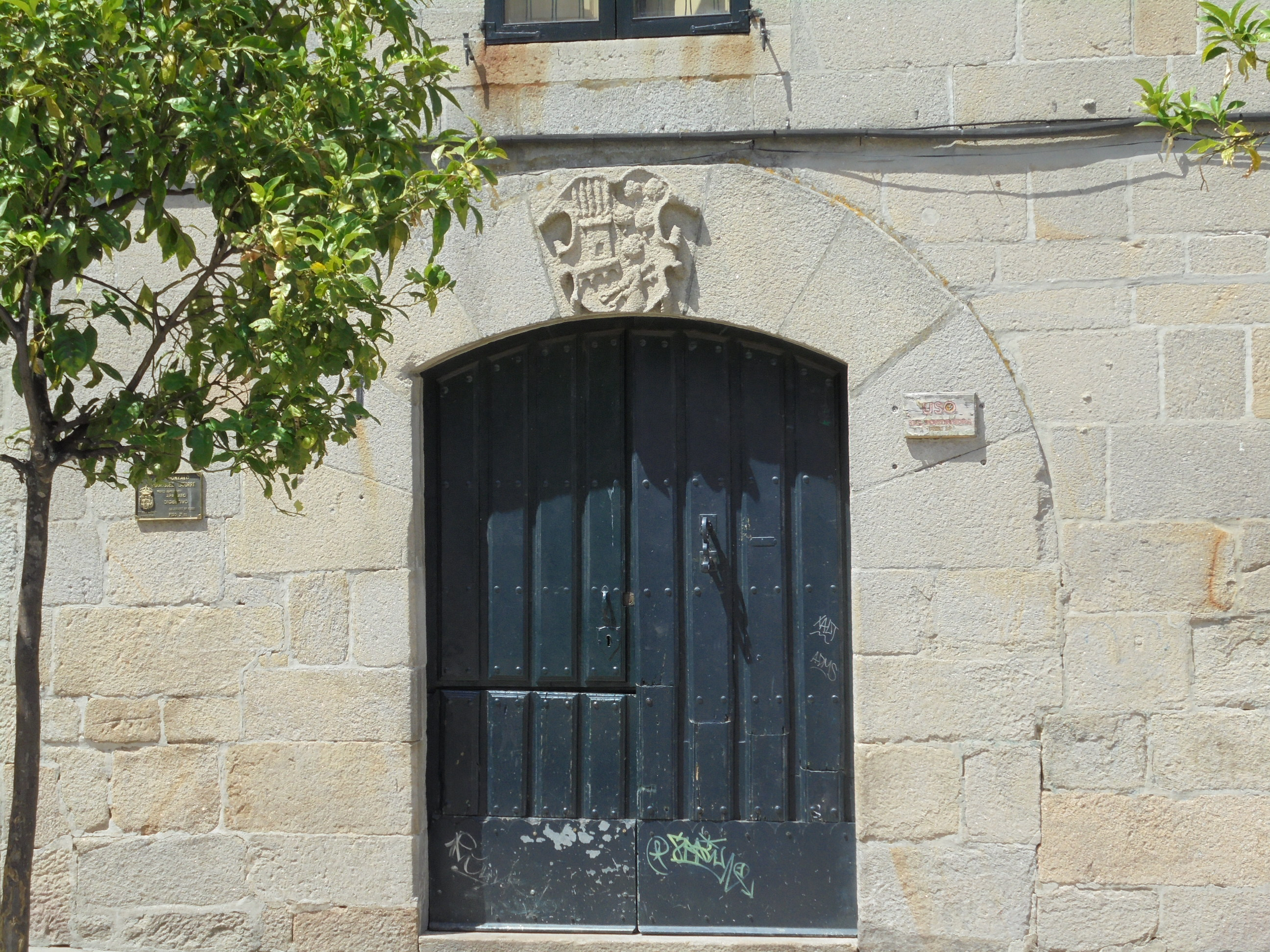
Entrada principal y dovelas del Pazo de Gago y Montenegro
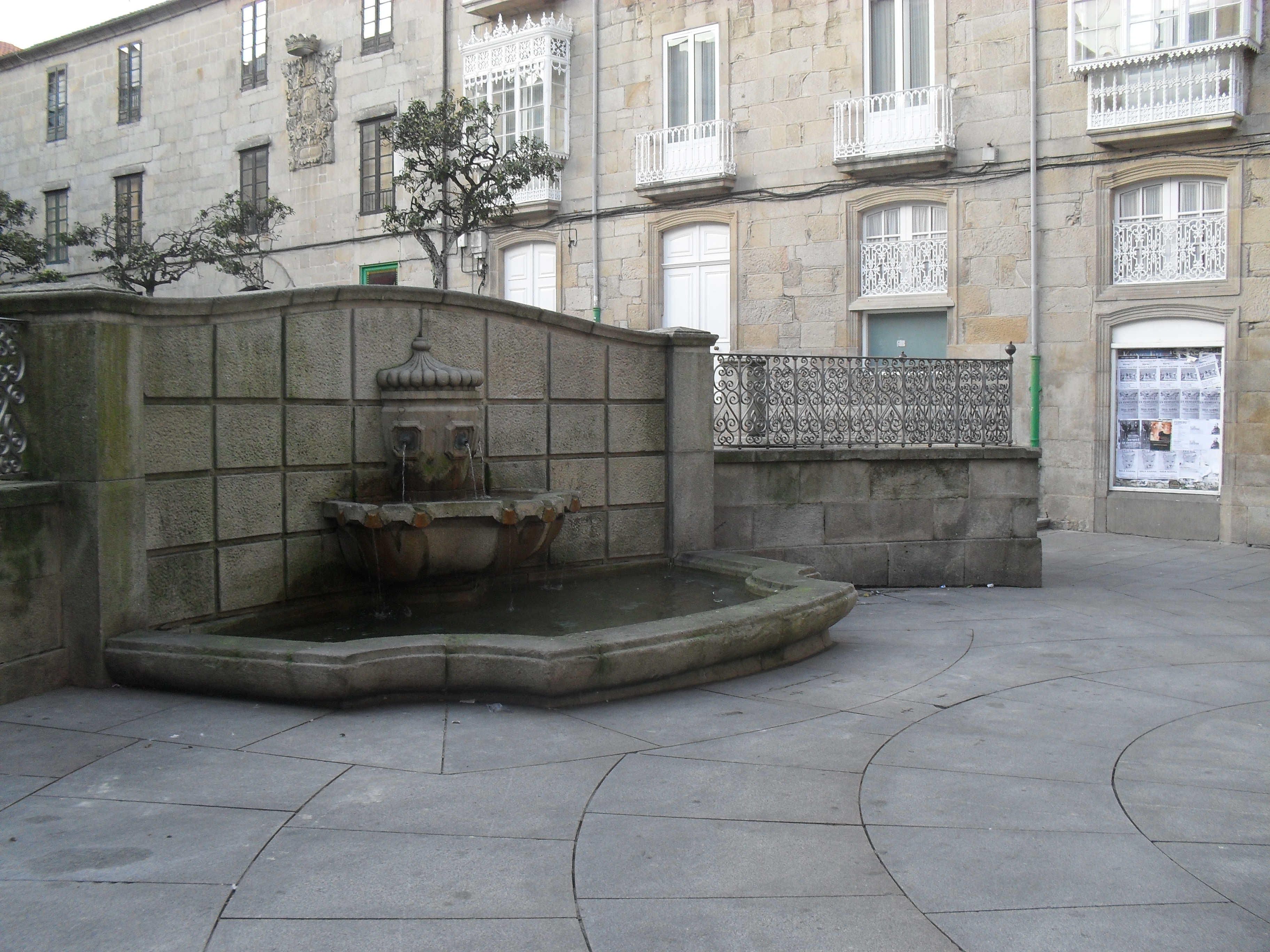
Fuente de piedra monumental
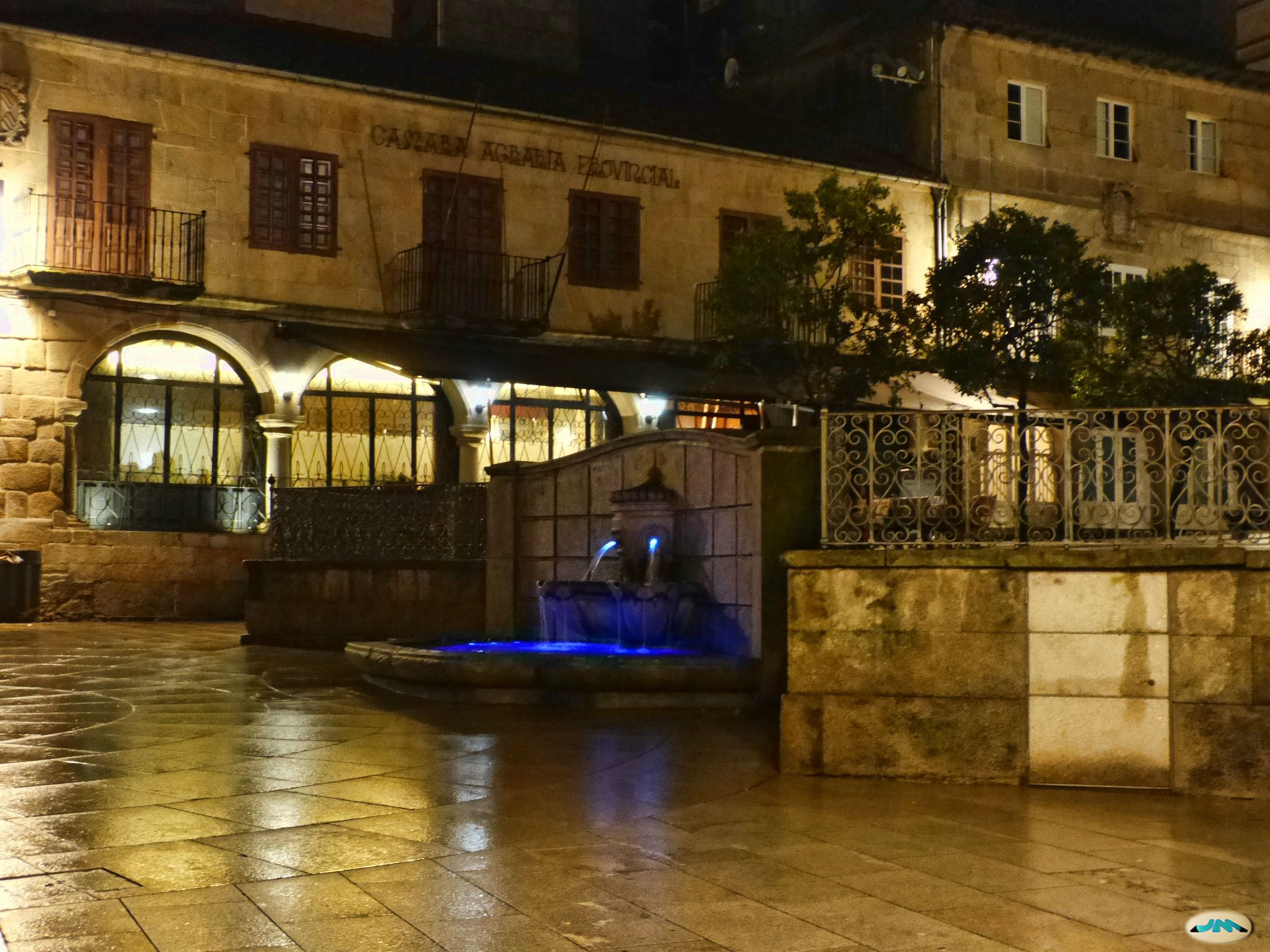
Pazo de los Condes de San Román
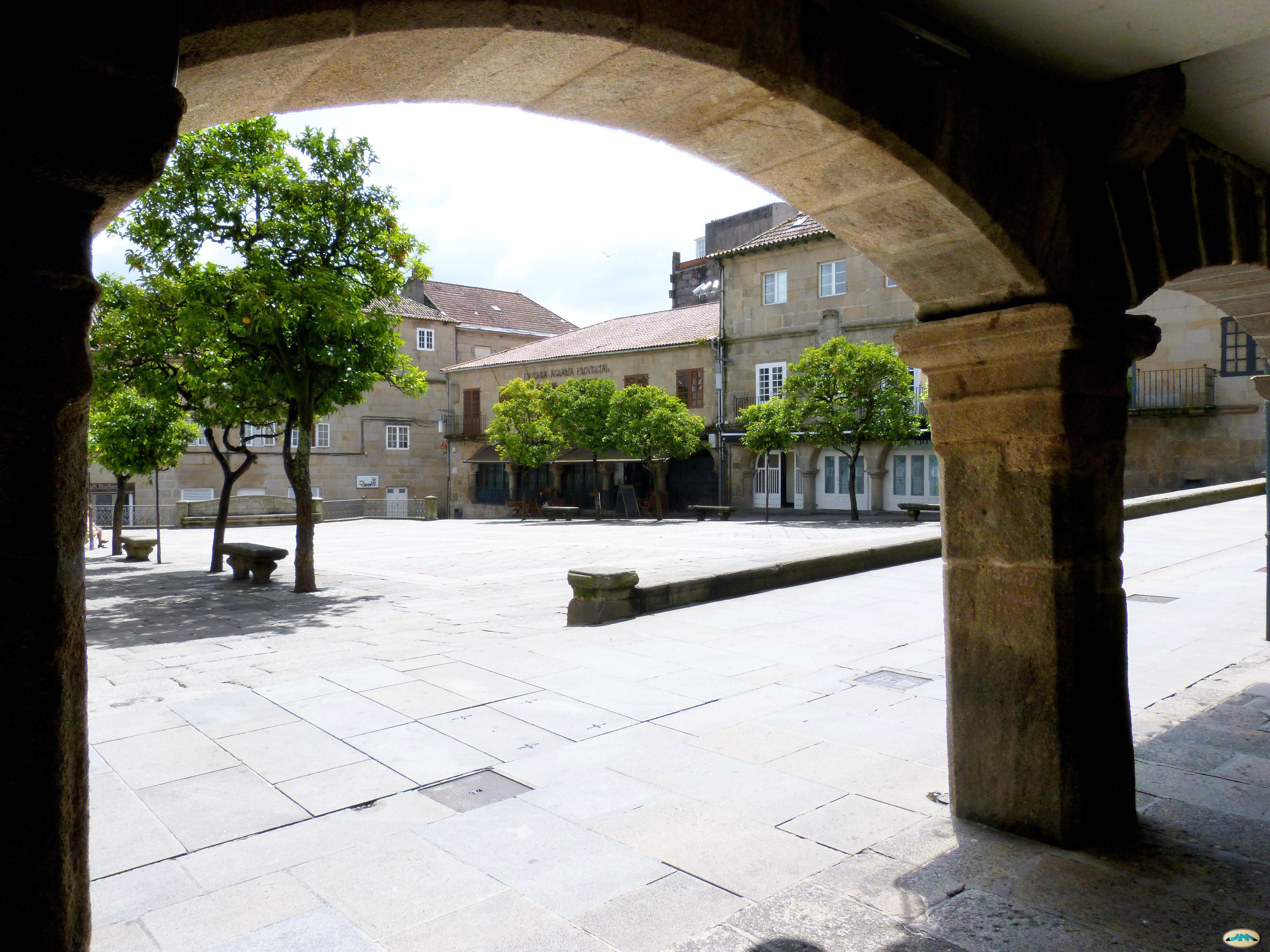
Soportales del lado oeste
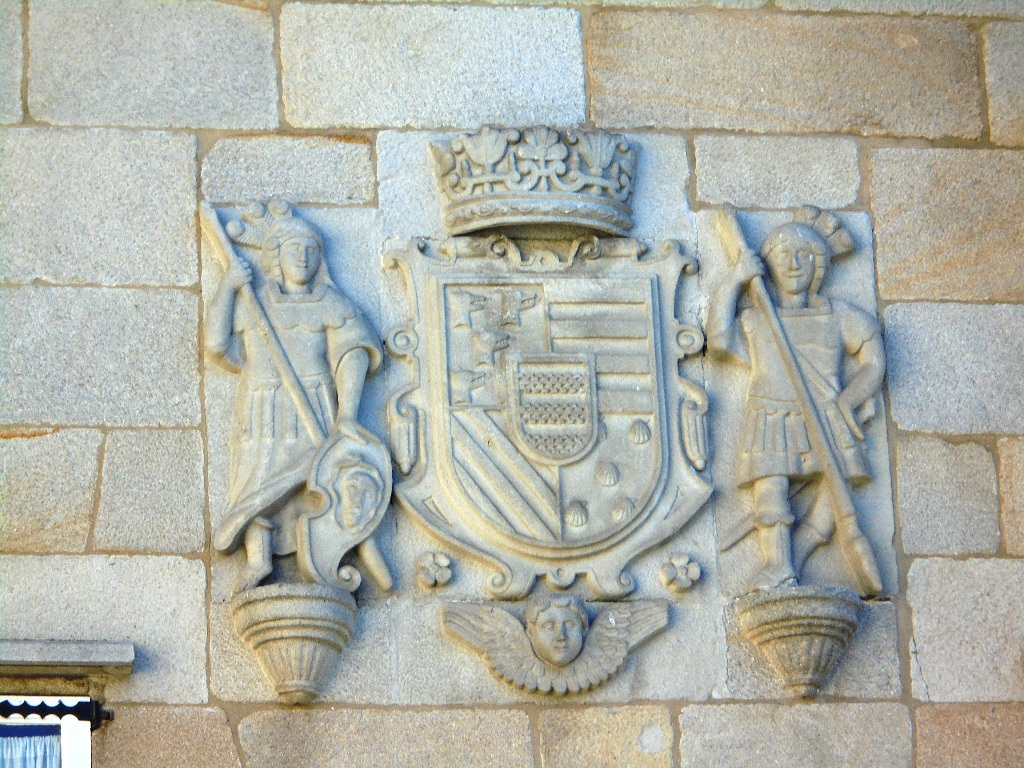
Escudo con tenantes del Pazo de los Marqueses de Aranda
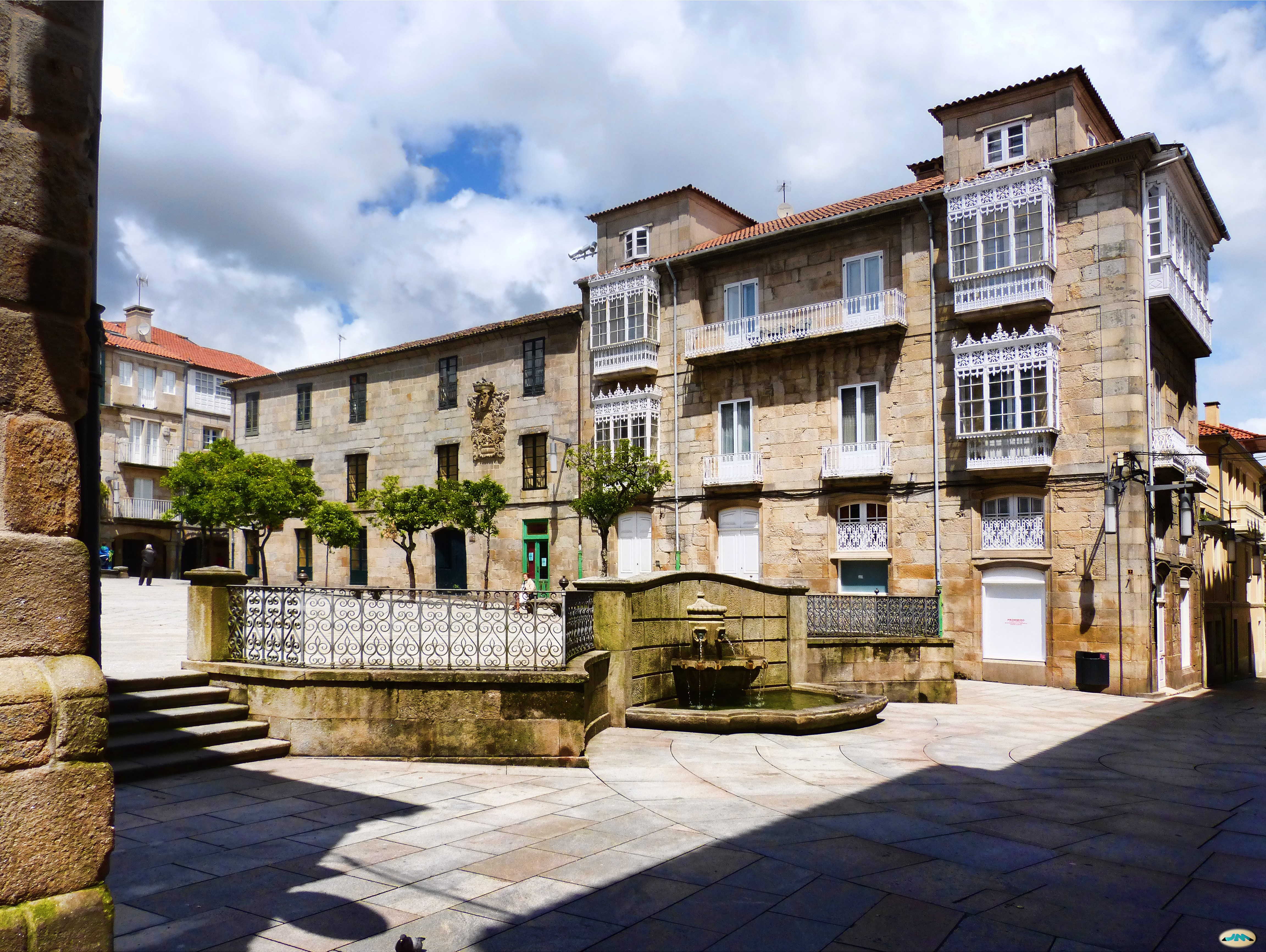
Escaleras en el lado este de la plaza
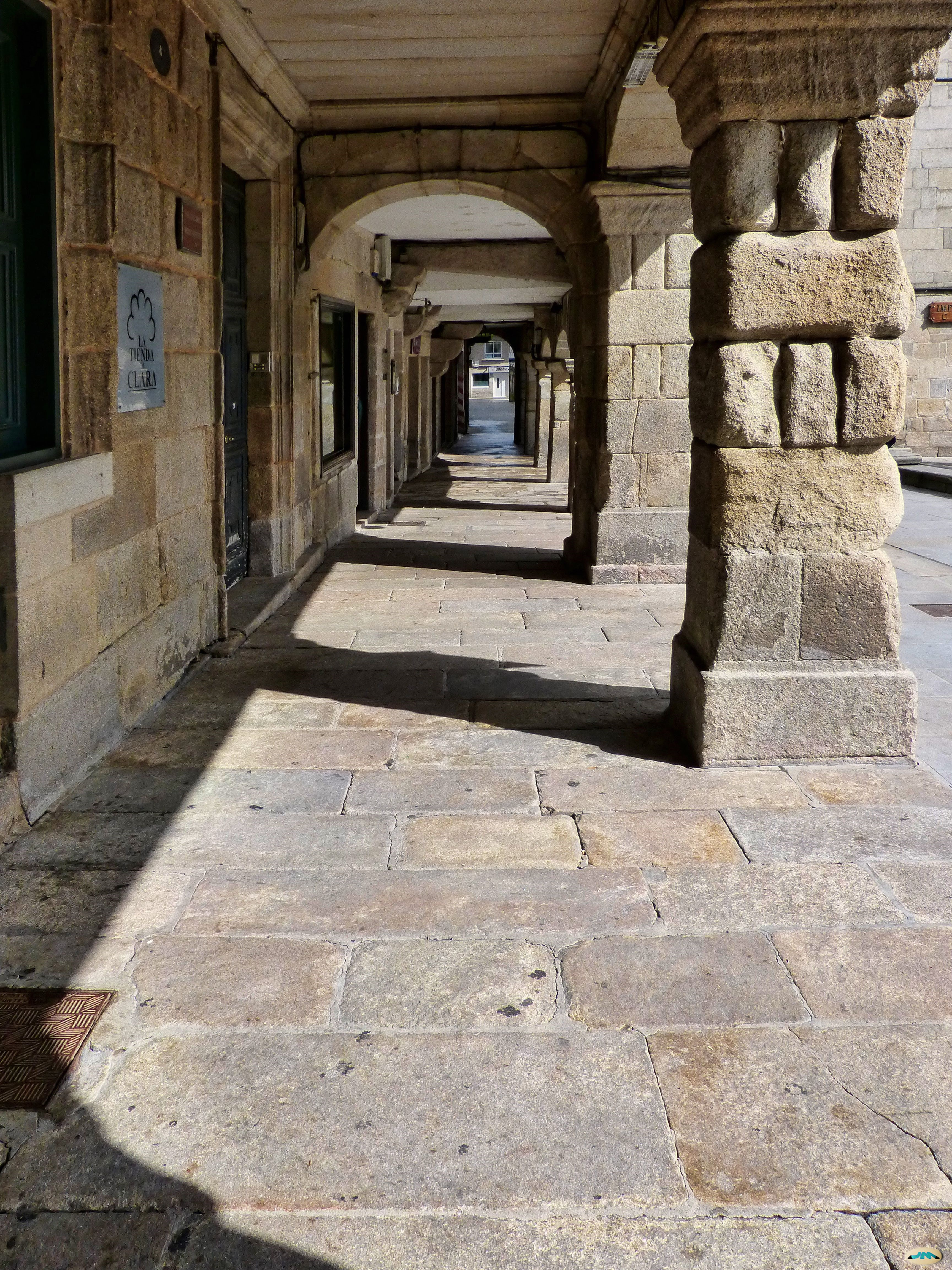
Soportales
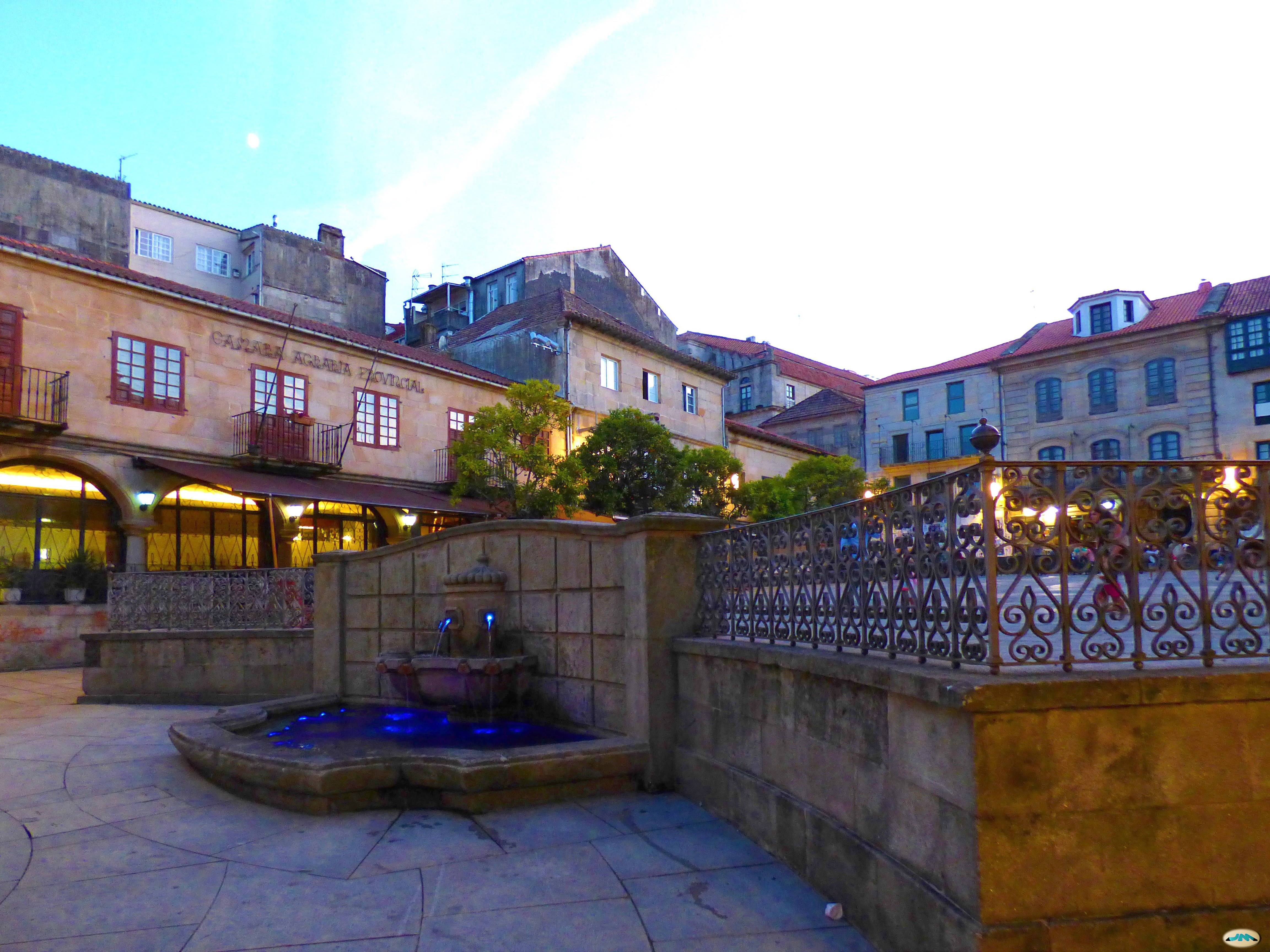
Fuente
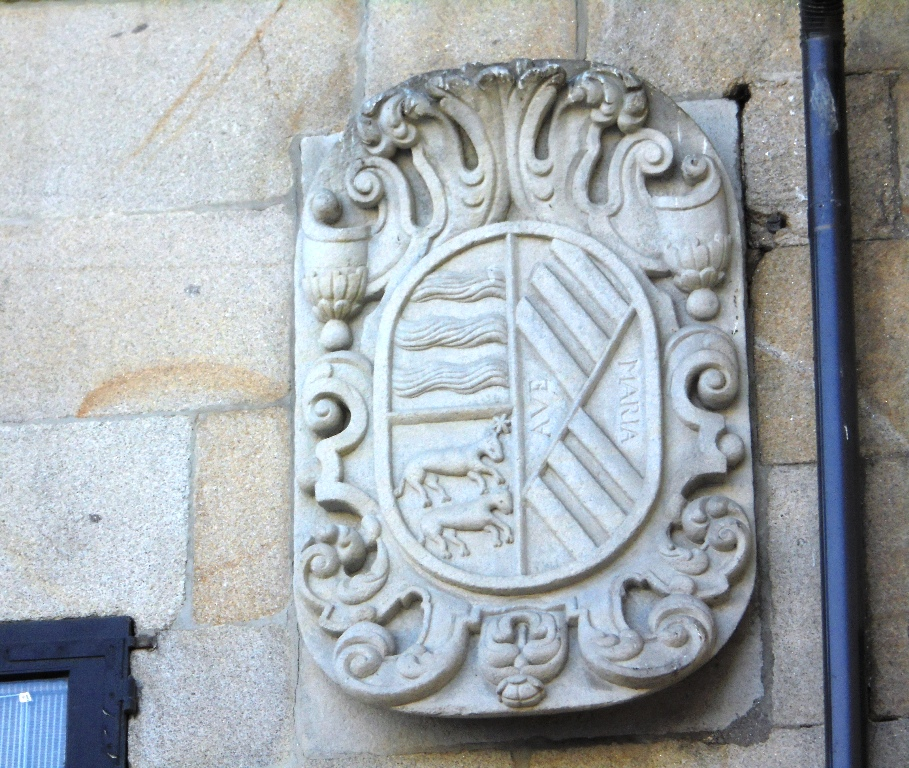
Escudo en el Pazo de los Condes de San Román
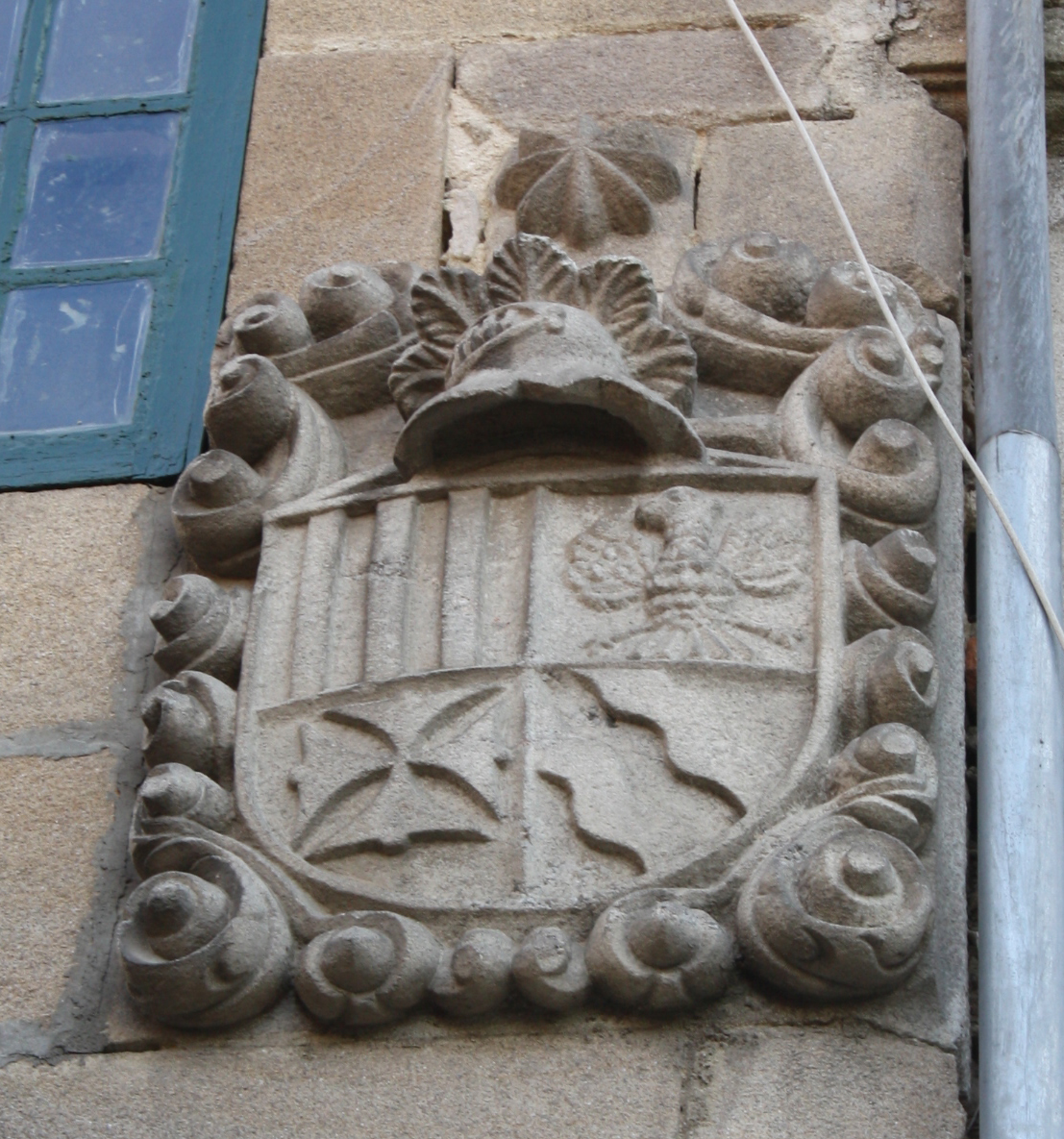
Escudo en la plaza
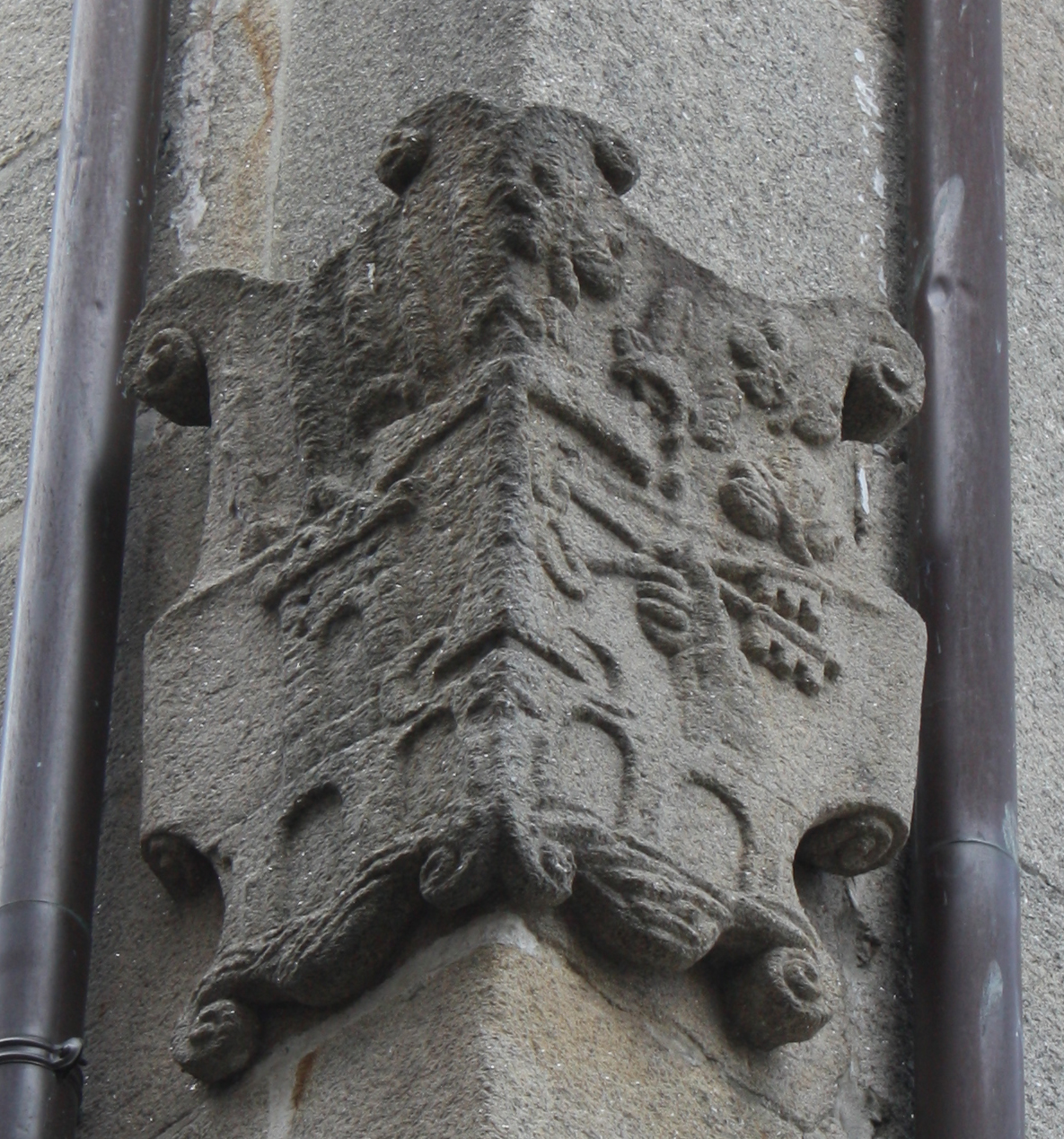
Otro escudo en la plaza